# 黄士衡
黄士衡（1889年—1978年），字剑平，号体楷，湖南郴州人，毕业于美国乌路普莱佑大学、艾奥瓦大学及哥伦比亚大学，曾出任湖南大学校长，湖南省教育厅厅长，国大代表，湖南省参议员等。

## 生平
1889年，黄士衡出生在湖南省郴县永丰乡长冲村（今郴州市苏仙区）。他的叔祖父黄纯垓是清朝末年的进士，父亲黄如瑚是秀才，哥哥黄体桂是毕业于湖南岳麓高等学堂的进步人士。孩提时，黄士衡在郴郡联立中学（今郴州市一中）读书。黄士衡曾就读于湖南省立一中（今长沙一中）和广益中学（今湖南师范大学附属中学）大学预科。1913年，黄士衡公费留美，在美国乌路普莱佑大学、埃阿瓦大学（今译艾奥瓦大学）及哥伦比亚大学读书，取得硕士学位。1920年，黄士衡给旧金山《少年中国报》和纽约《民气周报》投稿反对袁世凯称帝。
1920年夏季，黄士衡回到中华民国，在成都高等师范学校担任文史系主任。
1923年，黄士衡担任湖南商业专门学校（今湖南大学）、工业专门学校教授。1924年，黄士衡担任湖南商业专门学校校长。1926年初，黄士衡担任湖南大学行政委员、商科学长。1932年任湖南大学校长。
1937年，黄士衡当选为国大代表，同时担任抗日军事参议会参议员。
1938年，国民政府任命其为内政部礼仪司司长，1939年湖南省参议会任命其为秘书长，均固辞不受。
1940年到1942年，黄士衡担任私立船山中学校长。
1946年，黄士衡当选为湖南省参议员、国大代表。
程潜、陈明仁在“湖南和平起义”之后，黄士衡在起义通电上签字，向中共投诚。中华人民共和国建国后，在当局担任第一届省政府委员，第二届全国人大代表、省政协一、二、三、四届委员、常委，湖南省第一、二、三、五届人大代表。
中华人民共和国建立之后，黄士衡在湖南大学教书。1953年，黄士衡担任湖南师范学院研究员。
1959年，黄士衡担任湖南省文史研究馆副馆长。
1978年6月12日，黄士衡因再生障碍性贫血去世，享年89岁。

## 家庭
- 长子：黄天泽，湖南大学机械系毕业。
- 长女黄启明：长沙矿山研究院翻译，丈夫饶敦甫，高级工程师。
- 小女儿黄启宇：湖南师范大学生物老师，后执教于广西师范大学。